# Miss Angola

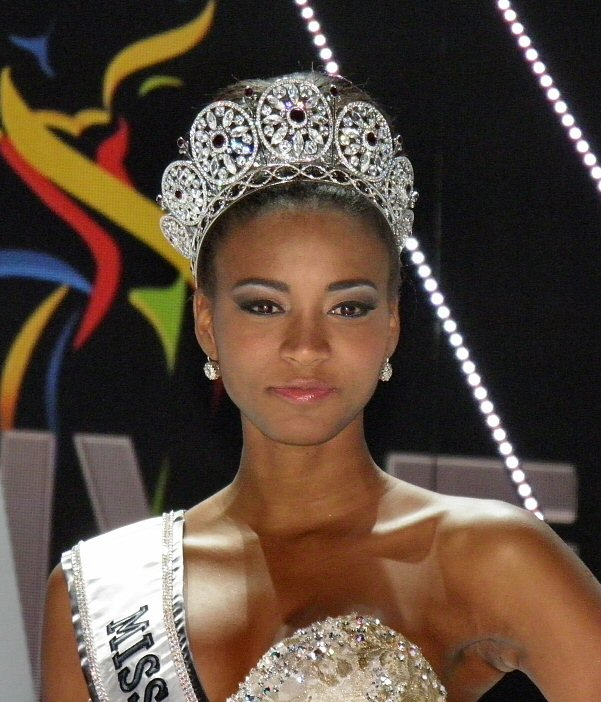
Leila Lopes, Miss Angola 2010, Miss Universe 2011

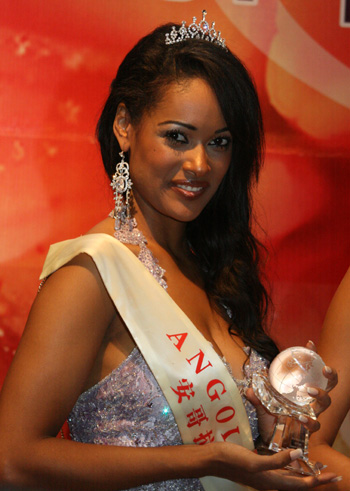
Micaela Patricia Reis, Miss Angola 2007, második helyezett a Miss World 2007 versenyen

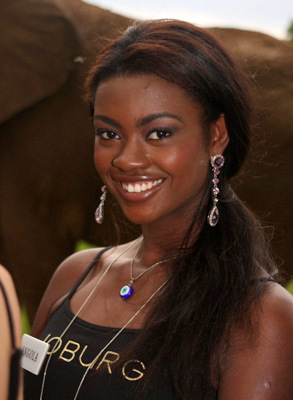
Brigith dos Santos, döntős a Miss World 2008 versenyen

A Miss Angola egy évenkénti megrendezésű szépségverseny Angolában. A versenyt 1998 óta rendezik meg, a győztes a Miss Universe versenyen képviseli a hazáját, míg vagy a győztes, vagy valamelyik helyezett a Miss World versenyen indul 2012-ig, abban az évben először rendeztek külön versenyt Miss Angola World néven.
2011-ben Angola nyerte meg a Miss Universe versenyt, a Miss World-ön elért legjobb helyezésük egy második hely volt 2007-ben.

## Miss Universe
A Miss Angola verseny győztesei, akik a Miss Universe versenyeken indultak, és elért nemzetközi helyezésük.
| Év   | Győztes                 | Helyezés           |
| ---- | ----------------------- | ------------------ |
| 1998 | Emília Guardado         |                    |
| 1999 | Egídia Torres           |                    |
| 2000 | Eunice da Cunha Manita  |                    |
| 2001 | Hidianeth Luisa Cussema |                    |
| 2002 | Geovana Pinto Leite     |                    |
| 2003 | Ana José Sebastião      | Top 15 középdöntős |
| 2004 | Telma de Jesus Sonhi    | Top 15 középdöntős |
| 2005 | Zenilde Josias          |                    |
| 2006 | Isménia Júnior          |                    |
| 2007 | Micaela Patricia Reis   | Top 10 középdöntős |
| 2008 | Lesliana Pereira        |                    |
| 2009 | Nelsa Alves             |                    |
| 2010 | Jurema Ferraz           |                    |
| 2011 | Leila Lopes             | győztes            |

## Miss World
A Miss World versenyen részt vett angolai versenyzők és eredményük
| Év   | Név                    | Helyezés     |
| ---- | ---------------------- | ------------ |
| 1998 | Maria Cortez de Lemos  |              |
| 1999 | Lorena Silva           |              |
| 2000 | Deolinda Manuel Vilela |              |
| 2001 | Alexandra Da Rocha     |              |
| 2002 | Rosa Mujinga Muxito    |              |
| 2003 | Celma Antunes Carlos   |              |
| 2004 | Silvia João de Deus    |              |
| 2006 | Stiviandra Oliveira    | Top 6 döntős |
| 2007 | Micaela Patricia Reis  | 2. helyezett |
| 2008 | Brigith dos Santos     | Top 5 döntős |
| 2009 | Nadia Silva            |              |
| 2010 | Ivanita Jones          |              |
| 2011 | Edmilza dos Santos     |              |
| 2012 |                        |              |
| 2013 | Maria Castelo          |              |

## Versenyek

### Miss Angola
- 2003

A versenyen Bengo, Benguela, Bié, Cabinda, Huambo, Huila, K-Kubango, K-Norte, K-Sul, Luanda, L-Norte, L-Sul, Malange, Moxico, Uige, Cunene, Namibe és Zaire jelöltjei vettek részt, sorrendben: Sónia Gamboa, Magda Pinto, Angélica Caluolecongue, Beatriz António, Edy Josefa, Celma Carlos, Isabel Emilia da Paixão, Isabel Casimiro, Snira Mateus, Ana Sebastião, Mussachy Miranda, Zania Manuela, Massubo Cardoso, Regina Jones, Frabcelina Consolação, Edna Lafont Hidipovano Hilario, Palmira de Rosario Eugenio, Eduarda Sebastião Quingue
- 2012

Versenyzők: Manuela Agosthino, Vaneza Simoes, Celsa Issassa, Francinete da Conceição, Cláudia Gonçalo

### Miss Angola World
- 2012[4]

Versenyzők: Maria Castelo (1. hely), Claudia Daniela dos Santos (2. hely), Vanilde Martins (3. hely)
Helyszín és időpont: Luanda, augusztus 24.

## Fordítás
Ez a szócikk részben vagy egészben  a   Miss Angola című angol Wikipédia-szócikk ezen változatának fordításán alapul.  Az eredeti cikk szerkesztőit annak laptörténete sorolja fel. Ez a jelzés csupán a megfogalmazás eredetét és a szerzői jogokat jelzi, nem szolgál a cikkben szereplő információk forrásmegjelöléseként.